# Frost (Allbee-Krebs-Johansson-Album)
 Frost ist ein Musikalbum von Liz Allbee, Annette Krebs und Sven-Åke Johansson. Die am 17. Juni 2015 im Geoff Stern Art Space in Berlin entstandenen Aufnahmen erschienen am 13. März 2017 auf dem Label Ni-Vu-Ni-Connu.

## Hintergrund
Obwohl Krebs und Johansson zuvor das Duoalbum Peashot (Olof Bright, 2011) veröffentlicht hatten, ist dies wohl das erste Mal, dass die drei Musiker zusammenarbeiteten, notierte Mark Corroto.
Das Album erschien auch als Teil von Sven-Åke Johanssons neun LPs umfassenden Boxset Blue for a Moment.

## Titelliste
- Liz Allbee, Annette Krebs, Sven-Åke Johansson – Frost (Ni-Vu-Ni-Connu nvnc-lp010)[3]

1. Nachts 14:53
2. Im Nebel 3:46
3. In der Ferne 9:02
4. Im Winter 9:15
5. In Holunderbüschen 3:04
6. Aus einem Spalt 13:12
7. In einem Hinterhof 2:33

Die Kompositionen stammen von Liz Allbee / Annette Krebs / Sven-Åke Johansson.

## Rezeption
Nach Ansicht von Mark Corroto, der das Album in All About Jazz rezensierte, sei Frost eine unbeschreibliche Performance, eine [Darbietung], die faszinierenden Rhythmus in ihrem (Un-)Puls finde. Oder besser gesagt: in ihrem neuen Puls. Die drei Beteiligten würden das musikalische Äquivalent zu James Joyce’ „Ulysses“ schaffen. Damit sei gemeint, dass alles hier an einem Tag – in einer einzigen Aufnahmesession – geschehe; und doch sei das Erlebnis überwältigend.